# I due mondi di Charly
I due mondi di Charly è un film del 1968 prodotto e diretto da Ralph Nelson. Si tratta di una trasposizione cinematografica del romanzo di fantascienza Fiori per Algernon di Daniel Keyes, da cui Stirling Silliphant ha tratto la sceneggiatura. Cliff Robertson, nella parte di Charlie Gordon, vinse nel 1968 l'Oscar al miglior attore protagonista.
L'ambientazione è contemporanea alla realizzazione del film e per un terzo dello svolgimento è assente l'elemento fantascientifico.

## Trama
Charlie Gordon è un uomo con ritardo mentale che lavora in una panetteria, dove è vittima di frequenti scherzi dei suoi colleghi. Alice Kinnian, giovane insegnante della scuola frequentata da Charlie, gli propone di sottoporsi ad un trattamento dei dottori Strauss e Nemur, che hanno sperimentato su un topo da laboratorio di nome Algernon, accrescendogli notevolmente l'intelligenza.
Charlie accetta entusiasta e in poche settimane si vede progredire notevolmente il proprio sviluppo cognitivo, sebbene gli sperimentatori Strauss e Nemur temano che possa mettere a repentaglio quello emotivo. Charlie viene licenziato dal lavoro in quanto temuto dai colleghi, ma si aprono per lui nuove strade, un percorso universitario e l'innamoramento con Alice, ricambiato dopo alcune resistenze. Charlie ricompare per un'apparizione al congresso annuale della Società per le ricerche sul cervello dove viene interrogato dal pubblico su temi di attualità, rispondendo senza indugi, caustico e tagliente, per infine rivelare a tutti quanto egli ha scoperto e che il dottor Nemur cercava di nascondergli: l'effetto dell'operazione su Algernon è solo transitorio.
Charlie fugge di nuovo, ossessionato dalle immagini del vecchio se stesso che continuano a tornargli in mente, ma alla fine decide di usare la propria intelligenza per aiutare i colleghi nella ricerca, trovando la conferma della transitorietà della sua trasformazione. Avvertendo il manifestarsi del regresso delle sue facoltà cognitive, allontana Alice, la quale tempo dopo lo trova in un parco a giocare con dei bambini.

## Locandina
Nella locandina originale il titolo è scritto con la calligrafia infantile del protagonista, che è ritardato. In particolare la R è scritta a rovescio.

## Diritti cinematografici del romanzo
Il regista Elio Petri e Marcello Mastroianni tentarono a lungo di acquistare i diritti del romanzo ma si accorsero che erano direttamente in mano a Cliff Robertson, che non aveva nessuna intenzione di cederli, allora dirottarono il loro interesse sul racconto La settima vittima di Robert Sheckley, da cui trassero il film La decima vittima.

## Riconoscimenti
- Premi Oscar 1969
  - Oscar al miglior attore (Cliff Robertson)
- Golden Globe 1969
  - Golden Globe per la migliore sceneggiatura
- National Board of Review Awards 1968
  - National Board of Review Award al miglior attore (Cliff Robertson)